# Ромено
Ромено (итал. Romeno, ладинск. Romen) — коммуна в Италии, расположена в провинции Тренто, в автономной области Трентино-Альто-Адидже.
Население коммуны составляет 1342 человека (2008 г.), плотность населения составляет 149 чел./км². Коммуна занимает площадь 9,13 км². 
Почтовый индекс — 38010. Телефонный код — 0463.
В коммуне 15 августа особо празднуется Успение Пресвятой Богородицы.

## Демография
Динамика населения:

## Администрация коммуны
- Официальный сайт: http://www.comune.romeno.tn.it/